# Jawornik (Klein-Polen)
Jawornik is een plaats in het Poolse district Myślenicki, woiwodschap Klein-Polen. De plaats maakt deel uit van de gemeente Myślenice en telt 2.822 inwoners.